# Quel motivetto che mi piace tanto
Quel motivetto che mi piace tanto è una canzone composta nel 1932 da Dan Caslar per la musica e testo di Michele Galdieri, originariamente interpretata da Carlo Buti.

## Storia e significato
Quel motivetto che mi piace tanto è una canzone che aveva conquistato il pubblico per il suo ritmo vivace e orecchiabile. Il brano ha un tono allegro e spensierato, come racconta il protagonista e che lui ama tanto e che continua a ripetere. Il testo gioca sulla ripetizione del ritornello, creando un'atmosfera di spensierata e leggerezza, caratteristiche della musica popolare italiana di quell'epoca. Grazie alla sua semplicità, il brano riuscì a diventare un pezzo di cultura popolare.
Anni dopo il brano fu utilizzato per un famoso carosello di una marca di caramelle con l'interpretazione di Marisa Del Frate.